# Alfonso Herrera (Schauspieler)

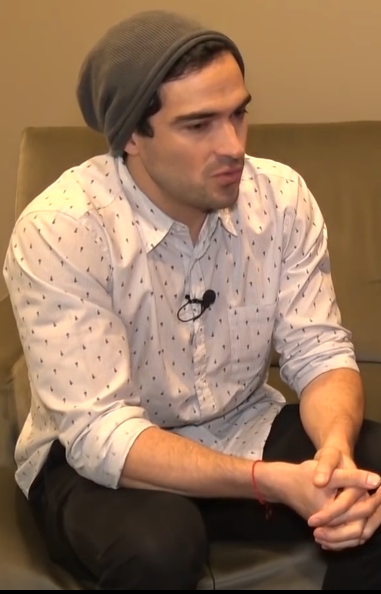
Alfonso Herrera, 2017

Alfonso Herrera Rodríguez (* 28. August 1983 in Monterrey, Mexiko) ist ein mexikanischer Sänger und Schauspieler. Hauptsächlich wurde er durch Auftritte in Telenovelas bekannt. Er ist auch ein Mitglied der Musik-Band RBD.

## Leben
Obwohl Herrera, der von seinen Freunden Poncho genannt wird, als kleiner Junge davon träumte, an einer Pilotenschule in San Antonio, Texas Pilot zu werden, zeigte er früh auch Interesse an der Schauspielerei. Daher ging er auf die Centro de Educación Artística, eine Schauspielschule des mexikanischen Fernsehsenders Televisa. Nach seiner Ausbildung wirkte er in Theaterstücken wie Las Brujas de Salem (2001), Como matar a un ruiseñor (2001) und Antigona (2001) mit. Seit er 2002 im Film Amar te duele mitwirkte, war er als Fernsehschauspieler tätig, unter anderem mit Clase 406 und Rebelde. Seit 2016 ist er in der Serie The Exorcist zu sehen. Von 2015 bis 2018 wirkte er an der Serie Sense8 mit.
Am 13. Juli 2006 gewann Alfonso die „Esta Buenismo“- und „El De Mejor Estilo“-Awards bei der Premios Juventud Award Show, die auf Univision ausgestrahlt wurde. Dort gewann er auch mit seiner Band RBD Preise.

## Diskographie

### Spanischsprachige Studioalben
- 2004: Rebelde
- 2005: Nuestro Amor
- 2006: Celestial
- 2007: Empezar Desde Cero

### Englischsprachige Studioalben
- 2006: Rebels

### Portugiesischsprachige Studioalben
- 2005: Rebelde (Edição Brasil) – Portuguese version of Rebelde
- 2006: Nosso Amor Rebelde – Portuguese version of Nuestro Amor
- 2006: Celestial (Versão Brasil) – Portuguese version of Celestial

### Live-Alben/DVDs
- 2005: Tour Generación RBD En Vivo CD/DVD
- 2006: Live In Hollywood CD/DVD
- 2006: ¿Que Hay Detrás de RBD?
- 2007: Live In Rio
- 2007: Hecho En España CD/DVD

### Rebelde DVDs
- 2006: Rebelde: Primera Temporada
- 2007: Rebelde: Segunda Temporada
- 2007: Rebelde: Tercera Temporada

### Compilations
- 2007: RBD: La Familia

Luiz (Malhação) 2014 e 2015                                                                                 Renato Souza  (I Paraisópolis)

## Filmografie
- 2014: Die perfekte Diktatur (La dictadura perfecta)
- 2015–2018: Sense8
- 2016: El elegido
- 2016–2017: Exorcist
- 2020: Der Ball der 41 (El baile de los 41)
- 2022:  Ozark (Fernsehserie)
- 2023: Rebel Moon – Teil 1: Kind des Feuers (Rebel Moon – Part One: A Child of Fire)

## Auszeichnungen
Premio Ariel
- 2021: Auszeichnung als Bester Schauspieler (Der Ball der 41)[1]